# Out of Time – Sein Gegner ist die Zeit
Out of Time – Sein Gegner ist die Zeit ist ein US-amerikanischer Thriller aus dem Jahr 2003. Regie führte Carl Franklin. Polizeichef Matt Whitlock (Denzel Washington) gerät nach einem Doppelmord ins Fadenkreuz der Ermittler. Eva Mendes spielt seine getrennt von ihm lebende Ehefrau Alex und Sanaa Lathan seine Jugendliebe und heiße Affäre Ann.

## Handlung
In Banyan Key, einer verschlafenen Gemeinde auf den Florida Keys, scheint das Leben für Polizeichef Mathias „Matt“ Lee Whitlock in geordneten Bahnen zu verlaufen. Zwar hat er die Trennung von seiner Frau Alex, die als Mordermittlerin bei der ihm nicht unterstellten Kriminalpolizei arbeitet, noch nicht überwunden; sein Verhältnis zu Ann Harrison, der Frau des gelegentlich zu häuslicher Gewalt neigenden Ex-Footballspielers Chris, hilft ihm jedoch dabei. Als Ann im Beisein von Matt von ihrem Arzt Dr. Frieland erfährt, dass sie schwer an Krebs erkrankt ist und in wenigen Monaten sterben wird, gibt Matt ihr für eine alternative Behandlung in der Schweiz 485.000 Dollar aus sichergestelltem Drogengeld.
Die Handlung nimmt eine dramatische Wendung, als das Haus der Harrisons durch Brandstiftung abbrennt und zwei verkohlte Leichen in den Trümmern gefunden werden. Die Polizei geht davon aus, dass es sich bei den Toten um Ann und Chris handelt, weil der Vergleich der Zähne der Leichen mit den Unterlagen eines Zahnarztes zweifelsfrei ergibt, dass es sich um Ann und Chris handeln muss. Zu allem Überfluss übernimmt Matts Noch-Ehefrau Alex von der Kriminalpolizei den Fall. Mit allen Mitteln versucht Matt, die Ermittlungen von Alex zu sabotieren, um den Mordverdacht von sich abzulenken, denn er hatte nicht nur ein Verhältnis mit Ann, sondern ist auch noch als Begünstigter ihrer Lebensversicherung eingetragen. Als Matt bei Recherchen im Krankenhaus erfährt, dass Ann gar nicht krank war und dass Dr. Frieland in Wahrheit ein ganz anderer ist, wird ihm klar, dass er von Ann nur benutzt wurde, um an das Drogengeld heranzukommen.
Während der weiteren Ermittlungen gerät Matt zunehmend unter Zeitdruck, da die Drogenfahndung DEA das Geld zwecks Überprüfung der Seriennummern zurückfordert. Durch einen Fingerabdruck an einem Kugelschreiber kann er den falschen Arzt als Paul Cabot identifizieren und aufspüren. Bei einem Handgemenge mit Matt stürzt Cabot vom Balkon seines Hotelzimmers in den Tod, Matt findet das Geld unter dem Bett und kann es mit viel Glück aus dem Hotel herausschmuggeln, das von Polizisten gestürmt wird. Am Abend ruft Ann Matt im Polizeirevier an und bittet ihn unter Tränen um Verzeihung. Matt ist davon überzeugt, dass er mit Anns Hilfe auch Chris finden kann. Daher geht er auf ihre Bitte ein und fährt mit dem Geld zu einem vereinbarten Treffpunkt. Alex hat inzwischen herausgefunden, dass Matt ein falsches Spiel getrieben und sie angelogen hat. Als sie ihn zur Rede stellen will, muss sie feststellen, dass er sich heimlich aus dem Staub gemacht hat. Zugleich trifft die DEA ein, um das sichergestellte Drogengeld abzuholen.
Am Treffpunkt, auf einem alten Schaufelraddampfer, kann Matt den ebenfalls anwesenden Chris im Zweikampf fast überwältigen. Als dieser sich Ann zuwendet, wird er von ihr kaltblütig erschossen. Ann gesteht Matt, dass sie die ganze Aktion eingefädelt hat und verlangt nun die Herausgabe des Geldes. Sie schießt auf Matt und trifft ihn zunächst am Kopf, anschließend ins rechte Bein. Als sie droht, Matt zu töten, wird sie von Alex, die Matt gefolgt war, sozusagen in letzter Sekunde erschossen. Matt hatte einen GPS-Sender im Geldkoffer versteckt und konnte so von Alex geortet werden. Das Geld hatte er zuvor seinem treuen Kollegen Chae übergeben, damit er es der DEA zurückgeben konnte, um zu verhindern, dass die ungenehmigte private Nutzung publik wird.
Matt, der Alex zuliebe auf die Million aus der Lebensversicherung verzichtet hat, gesteht ihr, dass er nie aufgehört hat, sie zu lieben und Alex ist nur allzu gern bereit, wieder mit ihm zusammenzuziehen.

## Produktion

### Produktionsnotizen
| Figur                       | Darsteller        | Deutscher Sprecher       |
| --------------------------- | ----------------- | ------------------------ |
| Mathias Lee „Matt“ Whitlock | Denzel Washington | Leon Boden               |
| Alex Diaz Whitlock          | Eva Mendes        | Tanja Geke               |
| Ann Merai Harrison          | Sanaa Lathan      | Bettina Weiß             |
| Chris Harrison              | Dean Cain         | Nicolas Böll             |
| Chae                        | John Billingsley  | Stefan Kause             |
| Tony Dalton                 | Robert Baker      | Dennis Schmidt-Foß       |
| Paul Cabot                  | Alex Carter       | Viktor Neumann           |
| Deputy Baste                | Antoni Corone     | Bodo Wolf                |
| Agent Stark                 | Terry Loughlin    | Reinhard Kuhnert         |
| Dr. Donovan                 | Nora Dunn         |                          |
| Dr. Frieland                | James Murtaugh    | Friedrich Georg Beckhaus |
| Judy Anderson               | Peggy Sheffield   |                          |
| Detective Bronze            | O. L. Duke        |                          |
| Judys Mutter                | Evelyn Brooks     |                          |
| Agent White                 | Mike Pniewski     |                          |
| Jay Leno                    | Jay Leno          | Tobias Meister           |
| Feuerwehrchef               | Tim Ware          | Gerald Paradies          |
| Rezeptionist                | Eric Hissom       | Gerald Schaale           |
| Zahnarztgehilfin            | Arian Waring Ash  | Bianca Krahl             |
| Versicherungsmitarbeiter    |                   | Bernhard Völger          |

Die Dreharbeiten fanden ab dem 4. Juni 2002 in Sarasota in Florida unter anderem auf der Casey Key Swing Bridge (Blackburn Point-Bridge) sowie in Boca Grande, in Miami, in Cortez und in Naples, sämtlichst Florida, statt. Dem Film soll ein geschätztes Budget von 50.000.000 $ zur Verfügung gestanden haben. Die weltweiten Einnahmen lagen bei 55.495.563 $, wobei für die USA und Kanada 41.088.845 $ zu Buche schlugen.

### Soundtrack
- Out of Time von Mick Jagger und Keith Richards, Vortrag: Johnny Searing
- Joyful Girl von Ani DiFranco, Vortrag: Soulive featuring Dave Matthews
- Let Love von Santigold und Doc McKinney, Vortrag: Shareese Renée Ballard (Res)
- Emboscada, geschrieben und vorgetragen von Vico C

### Veröffentlichung
Der Film wurde am 7. September 2003 auf dem Toronto International Film Festival in Kanada vorgestellt, bevor er am 3. Oktober 2003 in die kanadischen und die amerikanischen Kinos kam. Am 3. Dezember 2003 wurde er erstmals in Manila auf den Philippinen gezeigt und am 10. Dezember 2003 in Davao auf den Philippinen. Veröffentlicht wurde der Film zudem erstmals im Monat Dezember 2003 in Russland, in Kasachstan, im Vereinigten Königreich, in Irland sowie in Bahrain. Im Januar 2004 wurde er in Australien, in Dänemark, in Frankreich, in der Türkei und in Südafrika vorgestellt und im Februar 2004 in Taiwan und Belgien. Im März 2004 erfolgte eine Veröffentlichung in Hongkong, Brasilien, Island, Südkorea, Norwegen, Ägypten, Israel, Portugal und in Schweden, im April 2004 in Ljubljana in Slowenien, in Griechenland, in Japan, Argentinien, Thailand, Rumänien, Spanien und Finnland. In den Niederlanden wurde der Film im Mai 2004 veröffentlicht, in der Tschechischen Republik im Juni 2004, ebenso in Bulgarien, Italien und in Ungarn. In Polen war der Film erstmals im Juli 2004 zu sehen, in der Slowakei im August 2004, in Chile im September 2004 und in Mexiko im November 2004. In Panama erfolgte eine Veröffentlichung im April 2005. Veröffentlicht wurde der Thriller zudem in Albanien, Estland, Indien, Litauen, Serbien und in der Ukraine.
In Deutschland kam der Film am 11. März 2004 in die Kinos, in Österreich am 12. März 2004. Der weltweite spanische Titel lautet Tiempo límite. Am 7. Januar 2011 gab Leonine den Film als deutschsprachige DVD und Blu-ray heraus. Die deutsche Free-TV-Premiere am 17. September 2006 auf ProSieben um 20:15 Uhr verfolgten insgesamt 3,23 Millionen Zuschauer, in der werberelevanten Zielgruppe lag der Marktanteil bei 17,5 Prozent durch 2,38 Millionen Zuschauer.

## Rezeption

### Kritik
Out of Time erhielt ein eher gutes Presseecho, was sich auch in den Auswertungen US-amerikanischer Aggregatoren widerspiegelt. So erfasst Rotten Tomatoes mehrheitlich positive Besprechungen und ordnet den Film damit als „Frisch“ ein. Laut Metacritic fallen die Bewertungen im Mittel „Grundsätzlich Wohlwollend“ aus.
Für den Filmdienst bewertete Rüdiger Suchsland den Film, bei dem es sich seiner Meinung nach um eine „gradlinige wie stilsichere Krimikomödie“ handelt, „die von ihrem hohen Tempo und einem überzeugenden Hauptdarsteller mit Mut zur Selbstironie lebt“. Weiter führte der Kritiker aus: „Unterhaltender, aber auch etwas biederer Film, der nicht verstören will, sondern sich äußerst wertkonservativ gibt. […] Bei aller Spannung, bei aller Ernsthaftigkeit der Bedrohungen und Bosheit der Verbrecher tun sich hier keine Abgründe auf. Das liegt an der Regie, die sich aufs Handwerkliche, auf das ‚Funktionieren‘ des Films konzentriert und an Weltentwürfen so wenig interessiert ist wie an Doppelbödigkeit. Carl Franklin spielt mit den Genrekonventionen, ohne sie aus den Angeln zu heben. […] Reizvoll ist der Film auch unter dem Gesichtspunkt der Karriere seines Hauptdarstellers Denzel Washington, denn selten hat man den Star ähnlich komisch und selbstironisch gesehen.“
Die Redaktion von Prisma schrieb: „Franklin beginnt sein Werk betont langsam, doch dann nimmt die überladene Story, an der Franklin dieses Mal auch Hand anlegte, mehr und mehr Fahrt auf. Das Ganze ist solide inszeniert, große Überraschungen aber sollte der Zuschauer nicht erwarten.“ „Sehenswert“ seien „auf jeden Fall Eva Mendes […] und Sanaa Lathan.“
Die Redaktion von Cinema lobte, dass Regisseur Carl Franklin „weitgehend auf grobe Schocks und vordergründige Action“ verzichte und so „für entspannten Nervenkitzel“ sorge. „Der Reiz seines Thrillerrätsels“ bestehe „nicht zuletzt darin, dass Denzel Washington aus der Rolle fallen“ dürfe: „Agier[e] der Oscar-Preisträger zumeist honorig und steif, so [gebe] er sich hier ungewohnt locker – ein ganz und gar nicht untadeliger Kavalier in heikler Mission.“ Soviel sei sicher: „Washington und die lässige Eva Mendes, die trotz Powerfrau-Fassade so herrlich verdorben“ wirke, seien „das Kinopaar des Monats“. Fazit: „Dampfende Atmosphäre, raffinierter Plot, gute Darsteller – so sollte ein Thriller sein.“
Auf der Seite Film Noir wurden Ungereimtheiten im Filmverlauf gerügt, dass in der Sexszene zwischen Chief Whitlock und Ann Merai Harrison, die völlig ungestört seien, nicht ein Kleidungsstück ausgezogen werde, was an Prüderie kaum zu übertreffen sei oder dass Gerichtsmediziner Chae bei zwei verkohlten und bis aufs Skelett verbrannten Leichen feststelle, dass sie keinen Rauch in ihren Lungen hätten. Ein halbwegs aufmerksamer Zuschauer könne sich auf die Logik des Films so nicht einlassen. Carl Franklins Film sei „ähnlich gestrickt wie das repetitive TV-Futter, das von vornherein nicht im Gedächtnis seiner Zuschauer haften bleiben will, sondern als ein aus den immergleichen Ingredienzien gefertigter Adrenalin-Cocktail zum Feierabend die Schläfrigkeit noch für ein Stündchen vertreiben soll“.
Der Kritiker Roger Ebert stellte fest, Washington sei einer der sympathischsten Schauspieler, was für seinen Charakter in diesem Film unerlässlich sei und uns daran hindere, zu dem Schluss zu kommen, dass er bekomme, was er verdiene. Mendes mache aus der Ex-Frau Alex einen merkwürdig verzeihenden Charakter, der gegenüber dem verirrten Matt wenig Groll empfinde und ihn anscheinend immer noch liebe. Saana Latham habe eine knifflige Rolle als Ann – kniffliger, je tiefer wir in die Handlung einsteigen würden, und Dean Cain sei als gewalttätiger Ehemann überzeugend abscheulich. Ein weiterer Star des Films seien die Drehorte in Florida.
Nev Pierce bewertete den Film für BBC Home und befand, die Bogen schlagende Geschichte sei nie wirklich überraschend, aber dennoch fesselnd dank des flotten Tempos und der Leinwandpräsenz der Stars. Washington sei wunderbar und verleihe seiner Persönlichkeit als guter Kerl eine leichte Wendung, da er als charismatischer, aber selbstbewusst auftretender Mann, der nie ein moralisches Rückgrat brauche, auch Sand in der Sahara verkaufen könne. Während sich die Unplausibilitäten häuften und Whitlocks Pragmatismus in schweißgebadete Panik münde, brauche es einen Schauspieler mit Washingtons angeborener Sympathie, um das Interesse des Publikums aufrechtzuerhalten. Solide Unterstützung gebe es von dem effektiv bösen Cain und von John Billingsley als Whitlocks stolperndem, schlauen Kumpel. Florida erweise sich zudem als interessante, luftige Alternative zu den Städten, in denen die meisten Thriller spielen würden. Abschließend empfahl Pierce den Film mit den Worten: ‚Ein sexy, sonnendurchfluteter Film Noir‘ – worauf man sich verlassen könne.

### Auszeichnungen
- American Black Film Festival 2004: Auszeichnung für Sanaa Lathan in der Kategorie „Beste Schauspielerin“
- Black Reel Awards 2004:
  - Auszeichnung für Sanaa Lathan in der Kategorie „Beste Schauspielerin“
  - Auszeichnung in der Kategorie „Bester melodramatischer Film“